# Holoteleia parvipennis
Holoteleia parvipennis är en stekelart som först beskrevs av Axel Leonard Melander och Charles Thomas Brues 1903.  Holoteleia parvipennis ingår i släktet Holoteleia och familjen Scelionidae. Inga underarter finns listade i Catalogue of Life.